# Godrakpa Sonam Gyaltsen
Godrakpa Sonam Gyaltsen (tibétain : ཀོ་བྲག་པ་བསོད་ནམས་རྒྱལ་མཚན, Wylie : ko brag pa bsod nams rgyal mtshan, THL : Godrakpa Sonam Gyaltsen ; chinois simplifié : 果札巴 索南坚赞 ; chinois traditionnel : 果札巴 索南堅贊 ; pinyin : guǒzhábā suǒnánjiānzàn), (1170 ou 1182 sur l'actuelle Xian de Tingri — 1249 ou 1261) est un maître du bouddhisme tibétain (branche du bouddhisme vajrayana). Il était un spécialiste entre autres de l'enseignement du tantra de kalachakra. Godragpa est le nom d'une école du bouddhisme tibétain.

### Sources
- (en) The Hermit of Go Cliffs, de Cyrus Stearns, Wisdom Publications, 2000.
- (zh) 拉科•益西多杰, 藏传佛教高僧传略, 西宁, 青海人民出版社,‎ 2007 (ISBN 978-7-225-02875-0, OCLC 212907733, présentation en ligne)